# Prosimulium rusticum
Prosimulium rusticum är en tvåvingeart som beskrevs av Adler, Currie och Wood 2004. Prosimulium rusticum ingår i släktet Prosimulium och familjen knott.
Artens utbredningsområde är Arizona. Inga underarter finns listade i Catalogue of Life.